# Grupa Salamandry
Grupa Salamandry – grupa skał w dolinie Zimny Dół we wsi Czułów w województwie małopolskim, w powiecie krakowskim, w gminie Liszki. Pod względem geograficznym jest to obszar Garbu Tenczyńskiego będącego południowym fragmentem Wyżyny Krakowsko-Częstochowskiej.
Skały znajdują się na orograficznie lewych zboczach Zimnego Dołu, powyżej Źródła w Zimnym Dole i powyżej domu nad tym źródłem. Mają wysokość kilku metrów i uprawiany jest na nich bouldering. Fani tego rodzaju wspinaczki wyróżniają w Grupie Salamandry następujące skałki: Żuk, Salamandra, Ziemniak i Małe Daszki. Do końca 2019 roku poprowadzili na nich kilkadziesiąt dróg wspinaczkowych. Skały zbudowane są z wapienia zrostkowego pochodzącego z jury późnej. Maja kształt grzybów skalnych i baszt, pomiędzy którymi znajdują się płytkie kaniony. Na niektórych skałach występują okapy. Skały są silnie porośnięte glonami i mchami.
W skale Salamandra znajduje się Niski Okap.

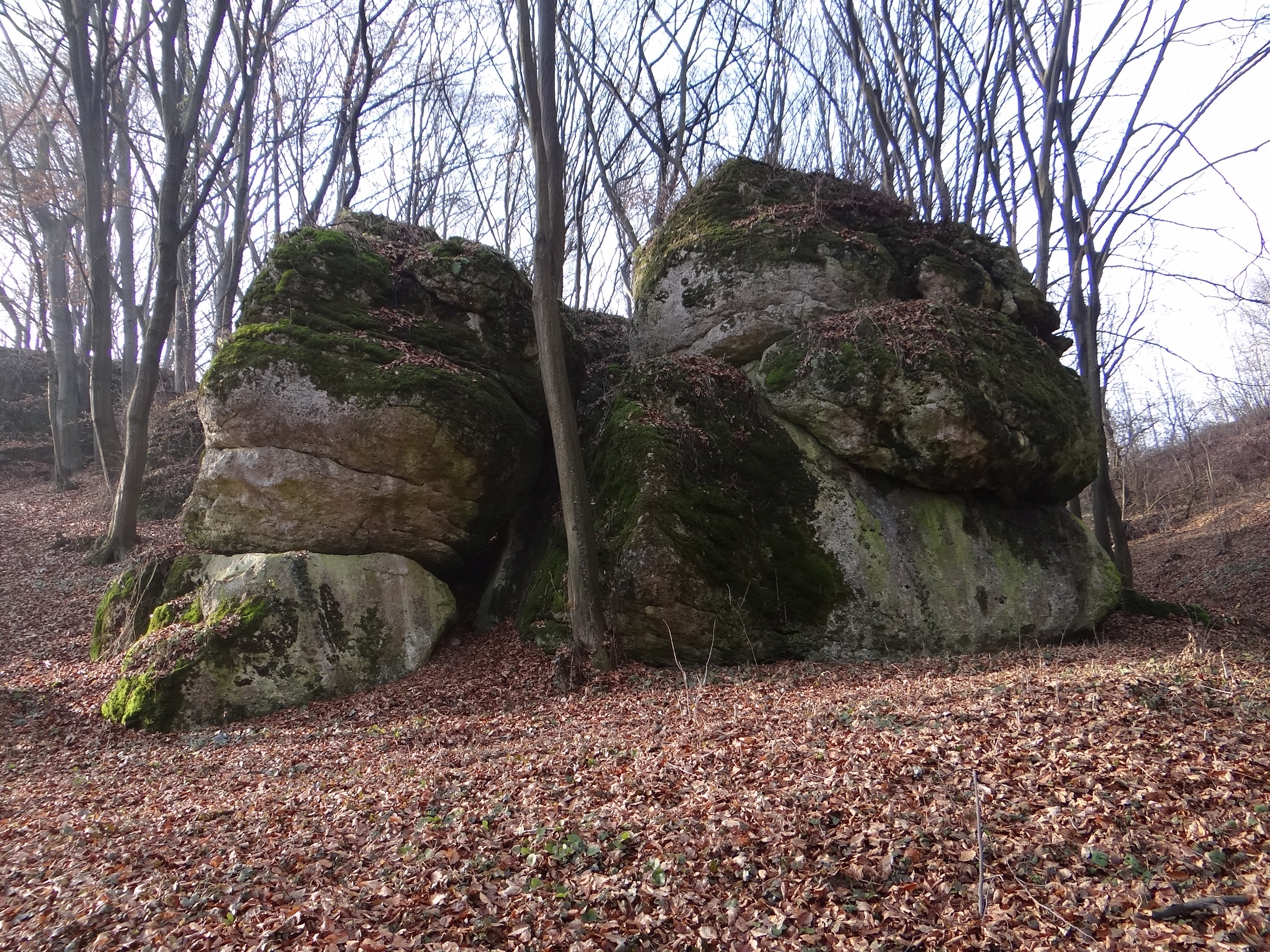
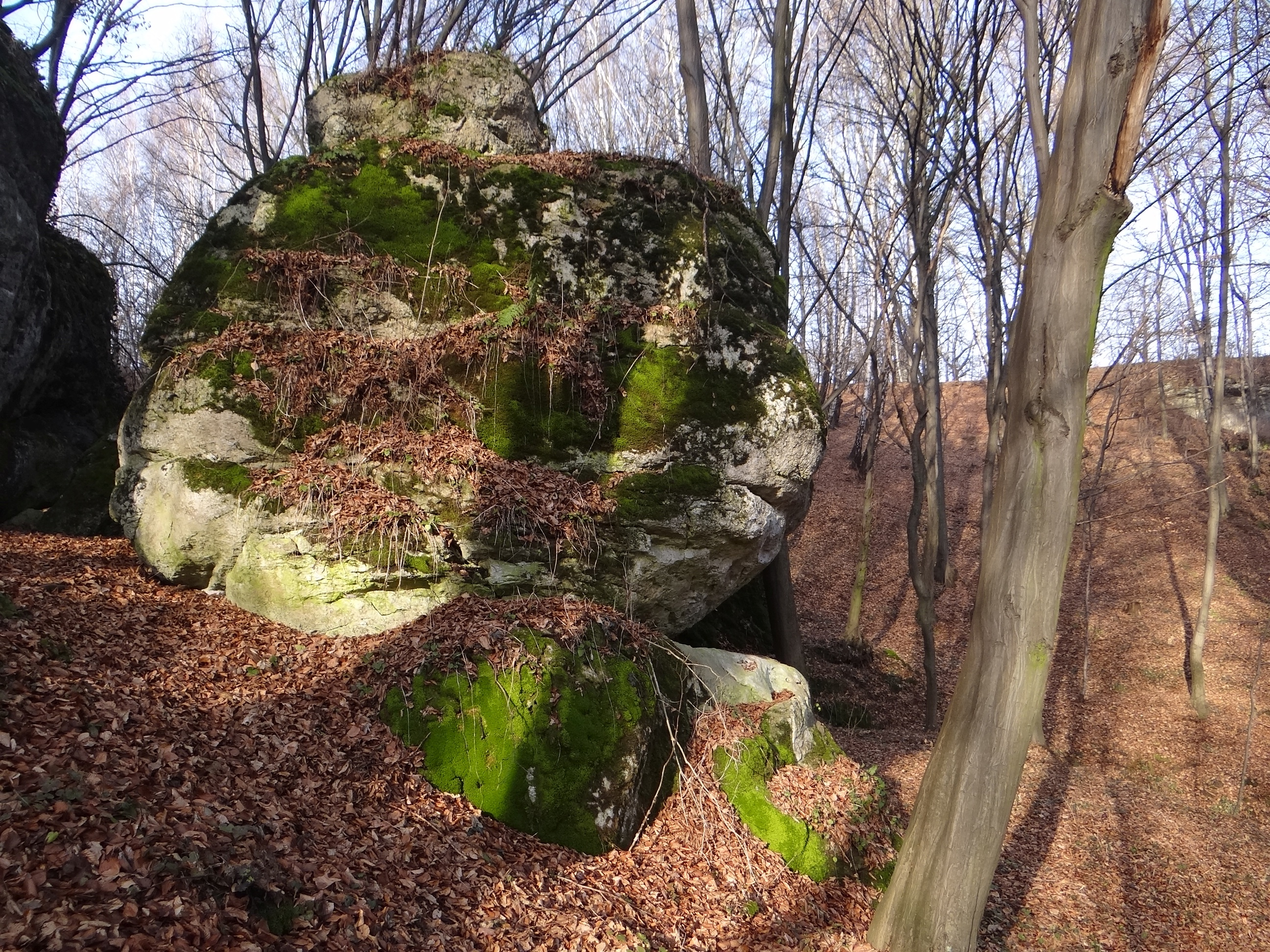
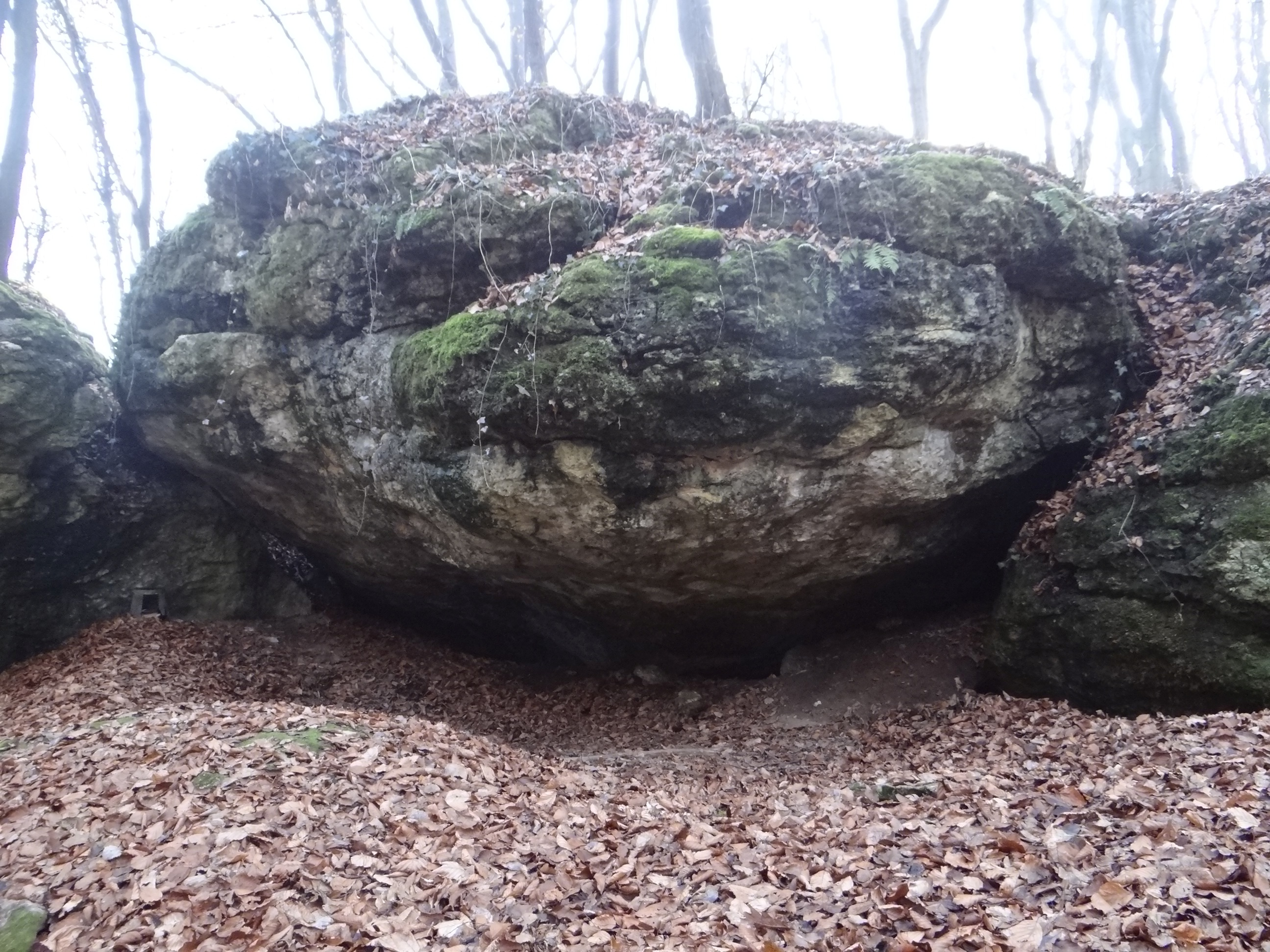
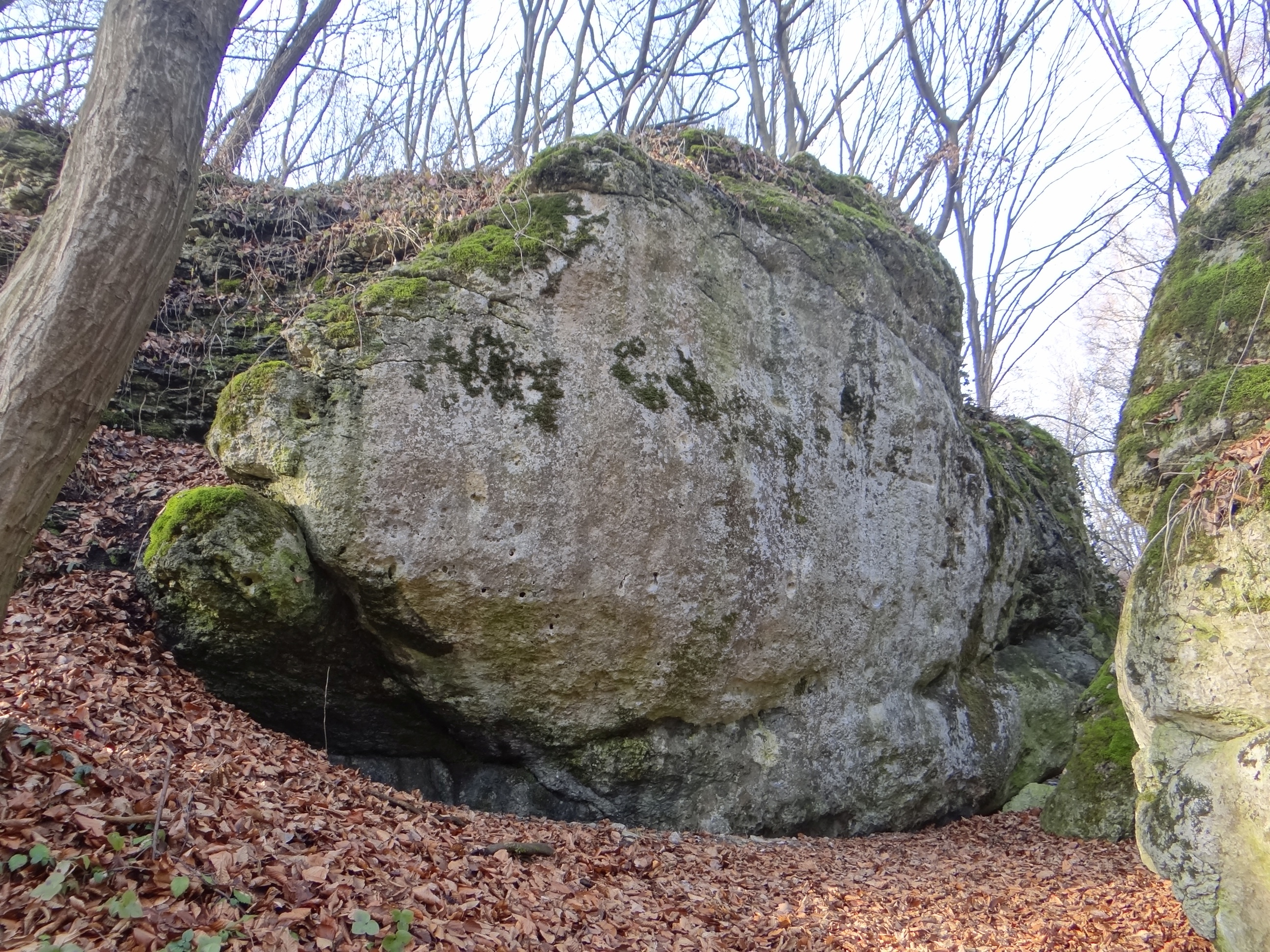
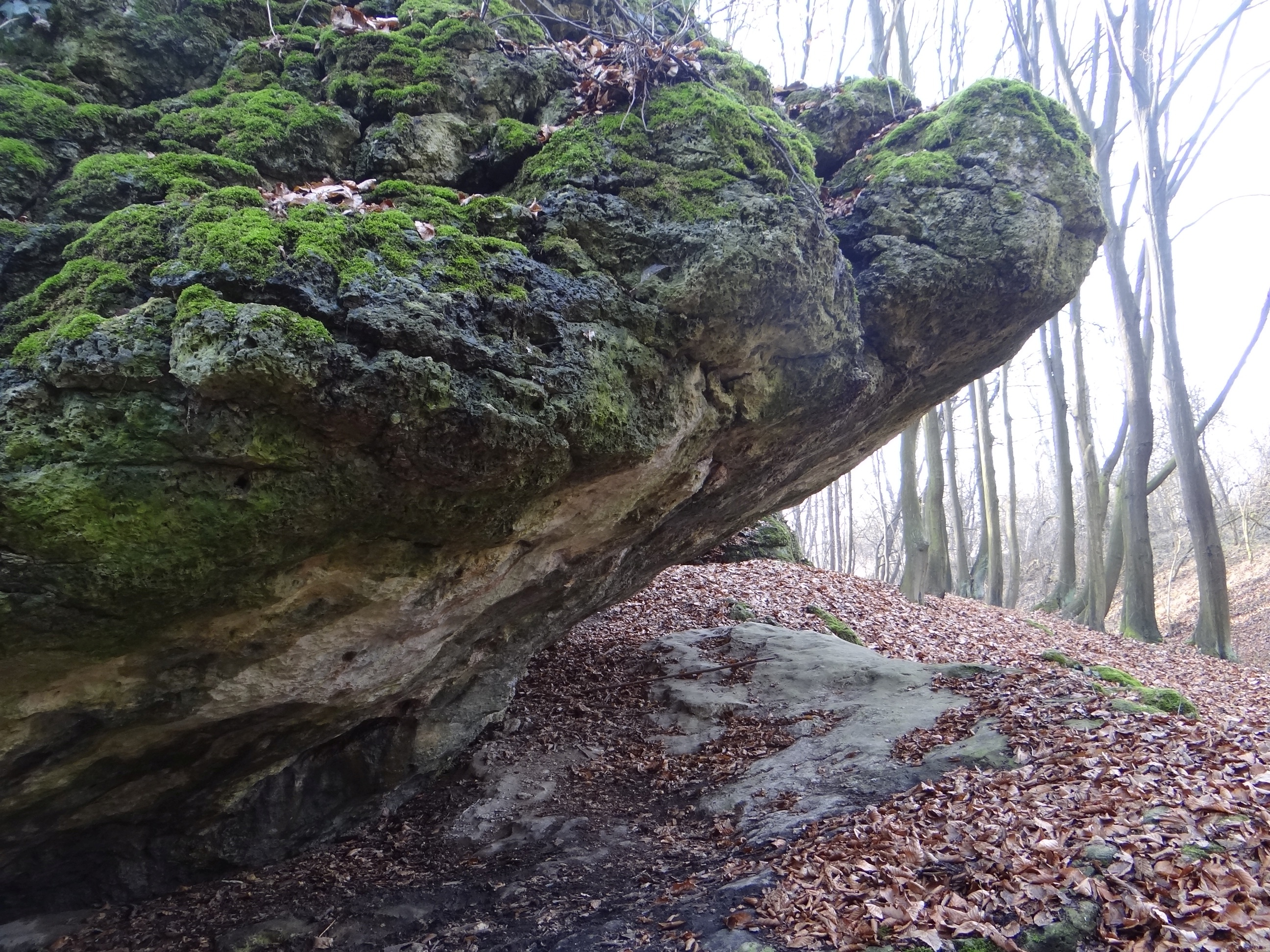
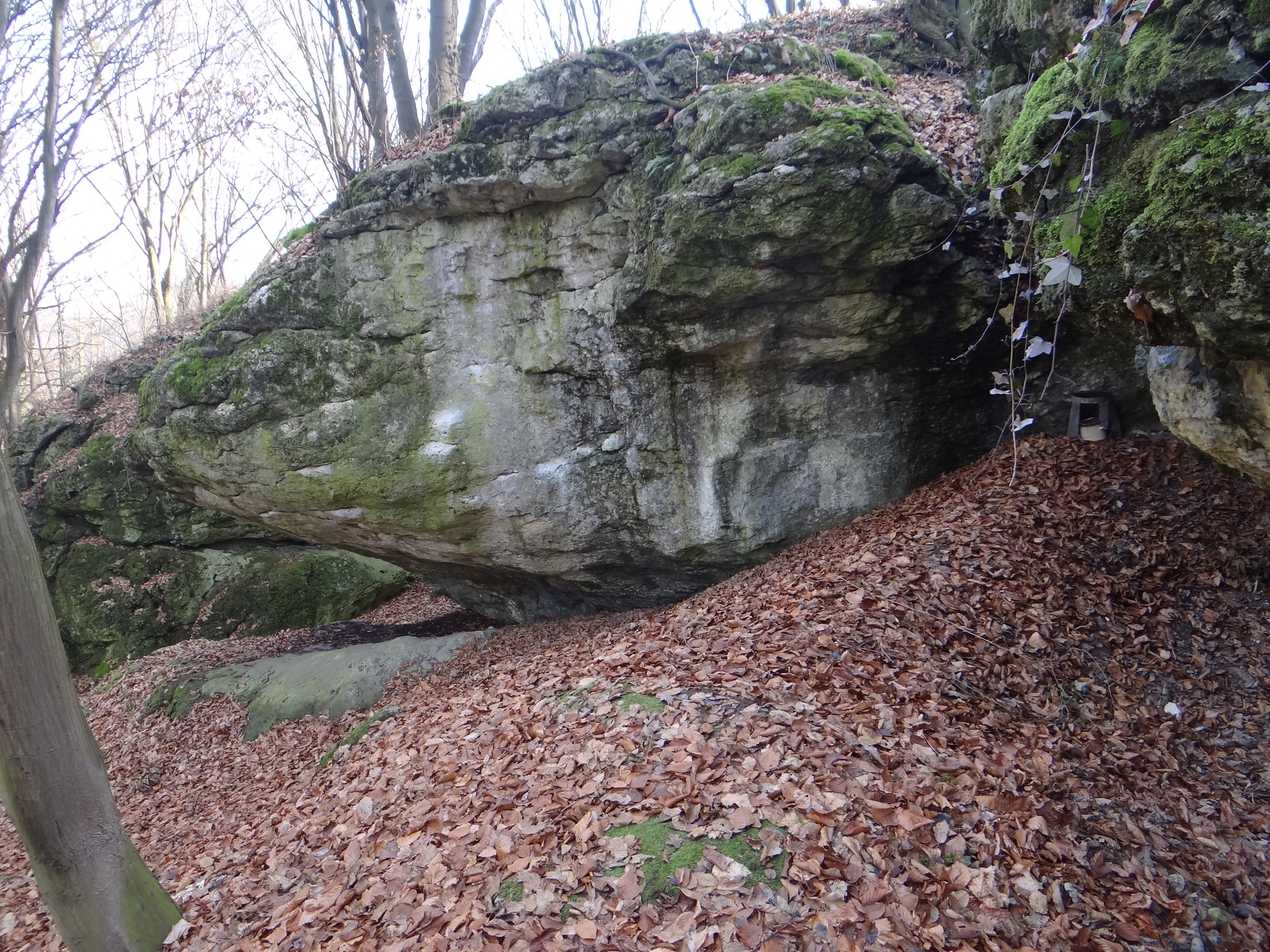

Po zachodniej stronie grupy Salamandry znajdują się wyższe skałki zaliczane do Grupy Krowy.